# (356) Liguria
(356) Liguria – planetoida z pasa głównego asteroid okrążająca Słońce w ciągu 4 lat i 211 dni w średniej odległości 2,76 j.a. Została odkryta 21 stycznia 1893 roku w Observatoire de Nice w Nicei przez Auguste Charloisa. Nazwa planetoidy pochodzi od Ligurii, regionu we Włoszech. Przed jej nadaniem planetoida nosiła oznaczenie tymczasowe (356) 1893 G.